# HD 73526 b
HD 73526 b是一個位於船帆座的太陽系外行星，距離母恆星約0.66天文單位。該行星的質量高於木星，屬於氣體巨行星。基於該行星軌道和恆星光度，行星所接收的照射量相當於水星照射量的61%。

## 外部連結
- . Extrasolar Visions.   [2012-09-14]. （原始内容存档于2011-06-05）.